# Патернотте, Пит
Питер Якобус (Пит) Патернотте (нидерл. Pieter Jacobus "Piet" Paternotte; 30 августа 1942, Амстердам — 5 ноября 2008, Хагорст) — нидерландский футбольный вратарь. Выступал за клубы «Аякс», «Блау-Вит» и «Харлем».

## Ранние годы
Пит родился 30 августа 1942 года в Амстердаме, в семье Питера Якобуса Патернотте и Гертрёйды ван Ритсоте. Его отец был довольно известным человеком, в своё время он был директором нидерландского отделения кинокомпании «Metro-Goldwyn-Mayer». Дальний предок Патернотте, прапрапрапрадед Филипп Йозеф Патернотте, перебрался в Нидерланды из Бельгии, из деревни Экоссинн-Лален провинции Эно.

## Клубная карьера
Футбольную карьеру в амстердамском «Аяксе» Пит начал в 1964 году. Дебютный матч в чемпионате 22-летний голкипер провёл 20 сентября против роттердамской «Спарты». Патернотте лишь дважды в сезоне выходил на поле в основном составе; за две игры он пропустил шесть мячей. Для «Аякса» сезон вышел провальным, клуб занял лишь 13 место в чемпионате. С 1965 года Пит выступал за вторую команду «Аякса».
После «Аякса» Пит выступал за «Блау-Вит», а в 1969 году перешёл в «Харлем». За эту команду Патернотте отыграл 55 матчей. 

## Личная жизнь
Патернотте скончался 5 ноября 2008 года в городе Хагорсте в возрасте 66 лет.